# Laurier Québec
El Laurier Québec es uno de los centros comerciales más grandes de Canadá. Se encuentra ubicado en la ciudad de Quebec (antigua ciudad de Sainte-Foy). Laurier Québec cuenta con aproximadamente 300 tiendas, está distribuida en tres niveles, cuenta con un estacionamiento subterráneo, un estacionamiento de varios niveles, y uno al aire libre. Sus principales tiendas incluyen La Baie, Future Shop, Target, Sears y Toys "R" Us. Otras tiendas incluyen joyerías, tiendas de regalos, tiendas de zapatos, librerías, tiendas de venta de gafas, tiendas de música, tiendas de juguetes, tiendas de electrónica, tiendas de ropa, una ferretería, tiendas de mascotas, y salones de belleza.